# Płońsk
Płońsk là một thị trấn thuộc huyện Płoński, tỉnh Mazowieckie ở trung-đông Ba Lan. Thị trấn có diện tích 12 km². Đến ngày 31 tháng 12 năm 2022, dân số của thị trấn là 21.591 người và mật độ 1861 người/km².